# Musée du monde des papiers-valeurs
Le Musée du monde des papiers-valeurs (en allemand : Wertpapierwelt) est un ancien musée situé à Olten, en Suisse.
Il montrait le rôle que les papiers-valeurs ont joué dans l'économie nationale, avec une collection de 7 000 documents.
Fondé en 2003, il a été absorbé en 2017 par le Musée suisse de la finance (de) de Zürich.

### Liens  externes
- (de) Site officiel